# Danh sách cầu thủ tham dự Giải vô địch bóng đá Nam Mỹ 1916
Đây là danh sách đội hình các đội tuyển tham dự Giải vô địch bóng đá Nam Mỹ 1916. Các đội tuyển tham gia gồm Argentina, Brasil, Chile và Uruguay. Các đội thi đấu vòng tròn một lượt, mỗi trận thắng được tính 2 điểm, hòa tính 1 điểm, thua tính 0 điểm.

## Argentina
Huấn luyện viên:   Federal Technical Committee

| Số | VT | Cầu thủ                          | Ngày sinh (tuổi)                  | Trận | Bàn | Câu lạc bộ                  |
| -- | -- | -------------------------------- | --------------------------------- | ---- | --- | --------------------------- |
| —  |    | Gerónimo Badaracco               |                                   | 0    | 0   | San Isidro                  |
| —  |    | Claudio Bincaz                   |                                   | 0    | 0   | San Isidro                  |
| —  |    | Juan Bacano                      |                                   | 0    | 0   | Argentino de Quilmes        |
| —  |    | Juan Domingo Brown               |                                   | 0    | 0   | Quilmes                     |
| —  |    | Arturo Chiappe                   |                                   | 0    | 0   | River Plate                 |
| —  |    | Zenón Díaz                       |                                   | 0    | 0   | San Isidro                  |
| —  |    | Cándido García                   |                                   | 0    | 0   | River Plate                 |
| —  |    | Carlos Guidi                     |                                   | 0    | 0   | Tiro Federal                |
| —  |    | Ennis Hayes                      |                                   | 0    | 0   | Rosario Central             |
| —  |    | Juan Enrique Hayes               |                                   | 0    | 0   | Rosario Central             |
| —  |    | Adolfo Heissinger                |                                   | 0    | 0   | CA Tigre                    |
| —  |    | Juan Hospital                    |                                   | 0    | 0   | Racing Club                 |
| —  |    | Carlos Isola                     |                                   | 0    | 0   | River Plate                 |
| —  |    | José Laguna                      |                                   | 0    | 0   | CA Huracán                  |
| —  |    | Alberto Marcovecchio             |                                   | 0    | 0   | Racing Club                 |
| —  |    | Pedro Martínez (cầu thủ bóng đá) |                                   | 0    | 0   | CA Huracán                  |
| —  |    | Ricardo Naón                     |                                   | 0    | 0   | Gimnasia y Esgrima La Plata |
| —  |    | Alberto Ohaco                    |                                   | 0    | 0   | Racing Club                 |
| —  |    | Francisco Olazar                 |                                   | 0    | 0   | Racing Club                 |
| —  |    | Juan Perinetti                   |                                   | 0    | 0   | Racing Club                 |
| —  |    | Armando Reyes                    |                                   | 0    | 0   | Racing Club                 |
| —  | TM | Juan José Rithner                |                                   | 0    | 0   | Porteño                     |
| —  |    | Carlos Tomás Wilson              | ngày 5 tháng 1 năm 1889 (aged 27) | 0    | 0   | San Isidro                  |

## Brasil
Huấn luyện viên:  Sílvio Lagreca

| Số | VT | Cầu thủ                     | Ngày sinh (tuổi) | Trận | Bàn | Câu lạc bộ     |
| -- | -- | --------------------------- | ---------------- | ---- | --- | -------------- |
| —  | TĐ | Alencar                     |                  | 0    | 0   | Americano SP   |
| —  | TĐ | Amílcar                     |                  | 0    | 0   | Corinthians    |
| —  | HV | Arnaldo                     |                  | 0    | 0   | Santos         |
| —  | HV | Carlitos                    |                  | 0    | 0   | Paulistano     |
| —  | TM | Casemiro                    |                  | 0    | 0   | Mackenzie      |
| —  | TĐ | Demósthenes                 |                  | 0    | 0   | Palmeiras      |
| —  | TV | Facchine                    |                  | 0    | 0   | Campos Elíseos |
| —  | TĐ | Friedenreich                |                  | 0    | 0   | Payssandu      |
| —  | TV | Galo                        |                  | 0    | 0   | Flamengo       |
| —  | TV | Lagreca                     |                  | 0    | 0   | São Bento-SP   |
| —  | TĐ | Luiz Menezes                |                  | 0    | 0   | Botafogo       |
| —  | TM | Marcos Carneiro de Mendonça |                  | 0    | 0   | Botafogo       |
| —  | TV | Alberto Martins (player)    |                  | 0    | 0   | Uniao Lapa     |
| —  | TĐ | Mimi Sodré                  |                  | 0    | 0   | Botafogo       |
| —  | HV | Nery                        |                  | 0    | 0   | Flamengo       |
| —  | HV | Orlando                     |                  | 0    | 0   | Paulistano     |
| —  | HV | Osny                        |                  | 0    | 0   | Botafogo       |
| —  | TV | Sidney                      |                  | 0    | 0   | Flamengo       |
| —  | TĐ | Lulu Rocha                  |                  | 0    | 0   | Botafogo       |

## Chile
Huấn luyện viên:  Carlos Fanta

| Số | VT | Cầu thủ                               | Ngày sinh (tuổi) | Trận | Bàn | Câu lạc bộ          |
| -- | -- | ------------------------------------- | ---------------- | ---- | --- | ------------------- |
| —  | TM | Manuel Guerrero (Chilean footballer)  |                  | 0    | 0   | La Cruz FC          |
| —  |    | Enrique Cárdenas (Chilean footballer) |                  | 0    | 0   | Santiago Wanderers  |
| —  |    | Marcos Wittke                         |                  | 0    | 0   | Deportes Magallanes |
| —  |    | Enrique Abello                        |                  | 0    | 0   | Deportes Magallanes |
| —  |    | Enrique Teuche                        |                  | 0    | 0   | Deportes Magallanes |
| —  | TĐ | Ramón Unzaga                          |                  | 0    | 0   | Estrella del Mar    |
| —  |    | Hernando Salazar                      |                  | 0    | 0   | TanderFC            |
| —  |    | Eufelio Fuentes                       |                  | 0    | 0   | La Cruz FC          |
| —  |    | Enrique Gutiérrez                     |                  | 0    | 0   | Deportes Magallanes |
| —  |    | Roberto Moreno (Chilean footballer)   |                  | 0    | 0   | Nacional Star       |
| —  |    | Manuel Geldes                         |                  | 0    | 0   | Santiago Wanderers  |
| —  |    | Alfredo Pháp                          |                  | 0    | 0   | Estrella del Mar    |
| —  |    | Telésforo Báez                        |                  | 0    | 0   | Santiago Wanderers  |

## Uruguay
Huấn luyện viên:  Alfredo Foglino

| Số | VT | Cầu thủ                             | Ngày sinh (tuổi) | Trận | Bàn | Câu lạc bộ                |
| -- | -- | ----------------------------------- | ---------------- | ---- | --- | ------------------------- |
| —  | HV | Miguel Benincasa                    |                  | 0    | 0   | River Plate               |
| —  | TĐ | José Brachi                         |                  | 0    | 0   | Nacional                  |
| —  | HV | Francisco Castellino                |                  | 0    | 0   | Club Nacional de Football |
| —  |    | Pablo Dacal                         |                  | 0    | 0   | Club Nacional de Football |
| —  | TV | Juan Delgado (Uruguayan footballer) |                  | 0    | 0   | Central                   |
| —  | HV | Alfredo Foglino                     |                  | 0    | 0   | Club Nacional de Football |
| —  | TĐ | Isabelino Gradín                    |                  | 0    | 0   | Peñarol                   |
| —  | TĐ | Rodolfo Marán                       |                  | 0    | 0   | Universal                 |
| —  | HV | Jorge Germán Pacheco                |                  | 0    | 0   | Peñarol                   |
| —  | TV | José Pérez (Uruguayan footballer)   |                  | 0    | 0   | Peñarol                   |
| —  | TĐ | José Piendibene                     |                  | 0    | 0   | Peñarol                   |
| —  | TĐ | Angel Romano                        |                  | 0    | 0   | Club Nacional de Football |
| —  | TM | Cayetano Saporiti                   |                  | 0    | 0   | Montevideo Wanderers      |
| —  | TV | Pascual Somma                       |                  | 0    | 0   | Club Nacional de Football |
| —  | TV | José Tognola                        |                  | 0    | 0   | Reformers                 |
| —  | TV | Antonio Urdinarán                   |                  | 0    | 0   | Defensor                  |
| —  | TV | José Vanzzino                       |                  | 0    | 0   | Club Nacional de Football |
| —  | HV | Manuel Varela                       |                  | 0    | 0   | Peñarol                   |
| —  | HV | Alfredo Zibechi                     |                  | 0    | 0   | Montevideo Wanderers      |